# Danh sách cầu thủ tham dự Giải vô địch bóng đá nữ U-20 thế giới 2010
Dưới đây là danh sách cầu thủ tham dự Giải vô địch bóng đá nữ U-20 thế giới 2010 tổ chức tại Đức. Mỗi đội được phép đăng ký 21 người, và phải chốt danh sách lên FIFA trước 25 tháng 6.

## Bảng A

### Đức
Huấn luyện viên:  Maren Meinert
| Số | Vt | Cầu thủ               | Ngày sinh (tuổi)            | Số trận | Câu lạc bộ |
| -- | -- | --------------------- | --------------------------- | ------- | ---------- |
| 1  | TM | Almuth Schult         | 9 tháng 2, 1991 (19 tuổi)   | 5       | Magdeburg  |
| 2  | TV | Stefanie Mirlach      | 18 tháng 4, 1990 (20 tuổi)  | 9       | München    |
| 3  | HV | Tabea Kemme           | 14 tháng 12, 1991 (18 tuổi) | 6       | Potsdam    |
| 4  | HV | Marith Prießen        | 17 tháng 12, 1990 (19 tuổi) | 7       | Leverkusen |
| 5  | TV | Kristina Gessat       | 8 tháng 11, 1990 (19 tuổi)  | 7       | Gütersloh  |
| 6  | TV | Marina Hegering (c)   | 17 tháng 4, 1990 (20 tuổi)  | 11      | Duisburg   |
| 7  | TĐ | Jessica Wich          | 14 tháng 7, 1990 (19 tuổi)  | 7       | Potsdam    |
| 8  | TV | Selina Wagner         | 6 tháng 10, 1990 (19 tuổi)  | 7       | Wolfsburg  |
| 9  | TĐ | Svenja Huth           | 25 tháng 1, 1991 (19 tuổi)  | 7       | Frankfurt  |
| 10 | TĐ | Dzsenifer Marozsan    | 18 tháng 4, 1992 (18 tuổi)  | 5       | Frankfurt  |
| 11 | TĐ | Alexandra Popp        | 6 tháng 4, 1991 (19 tuổi)   | 3       | Duisburg   |
| 12 | TM | Desiree Schumann      | 6 tháng 2, 1990 (20 tuổi)   | 6       | Potsdam    |
| 13 | TV | Sylvia Arnold         | 4 tháng 5, 1991 (19 tuổi)   | 6       | Jena       |
| 14 | HV | Inka Wesely           | 10 tháng 5, 1991 (19 tuổi)  | 1       | Potsdam    |
| 15 | HV | Valeria Kleiner       | 27 tháng 3, 1991 (19 tuổi)  | 2       | Frankfurt  |
| 16 | TV | Marie-Louise Bagehorn | 7 tháng 7, 1991 (19 tuổi)   | 2       | Potsdam    |
| 17 | TV | Turid Knaak           | 24 tháng 1, 1991 (19 tuổi)  | 2       | Duisburg   |
| 18 | TĐ | Anne Bartke           | 2 tháng 3, 1991 (19 tuổi)   | 4       | Jena       |
| 19 | TV | Kim Kulig             | 9 tháng 4, 1990 (20 tuổi)   | 10      | Hamburg    |
| 20 | HV | Bianca Schmidt        | 23 tháng 1, 1990 (20 tuổi)  | 12      | Potsdam    |
| 21 | TM | Laura Benkarth        | 14 tháng 10, 1992 (17 tuổi) | 0       | Freiburg   |

### Costa Rica
Huấn luyện viên:  Randall Chacón
| 0#0 | Vị trí | Cầu thủ                  | Ngày sinh và tuổi           | Câu lạc bộ             |
| --- | ------ | ------------------------ | --------------------------- | ---------------------- |
| 1   | TM     | Priscilla Tapia          | 2 tháng 5, 1991 (19 tuổi)   | Alajuela               |
| 2   | HV     | María Gamboa             | 7 tháng 7, 1993 (17 tuổi)   | San Ramón              |
| 3   | TV     | Daniela Vega             | 19 tháng 2, 1991 (19 tuổi)  | Cartago                |
| 4   | TV     | Mariela Campos           | 4 tháng 1, 1991 (19 tuổi)   | Alajuela               |
| 5   | TV     | Gabriela Guillén         | 1 tháng 3, 1992 (18 tuổi)   | Creighton              |
| 6   | TV     | Mónica Vargas            | 20 tháng 12, 1990 (19 tuổi) | Alajuela               |
| 7   | TV     | Paola Alvarado           | 11 tháng 4, 1991 (19 tuổi)  | San José               |
| 8   | HV     | Daniela Cruz             | 8 tháng 3, 1991 (19 tuổi)   | Flores                 |
| 9   | TĐ     | Carolina Venegas         | 28 tháng 9, 1991 (18 tuổi)  | Arenal Coronado        |
| 10  | TV     | Katherine Alvarado (c)   | 11 tháng 4, 1991 (19 tuổi)  | San José               |
| 11  | TĐ     | Raquel Rodríguez Cedeño  | 28 tháng 10, 1993 (16 tuổi) | San José               |
| 12  | TĐ     | Raquel Rodríguez Vásquez | 3 tháng 8, 1991 (18 tuổi)   | Alajuela               |
| 13  | TM     | María Arias              | 4 tháng 5, 1991 (19 tuổi)   | Saint Louis            |
| 14  | HV     | Marianne Ugalde          | 25 tháng 3, 1991 (19 tuổi)  | Alajuela               |
| 15  | TĐ     | María Moreira            | 25 tháng 4, 1993 (17 tuổi)  | Alajuela               |
| 16  | TĐ     | Angélica Fallas          | 22 tháng 4, 1993 (17 tuổi)  | Alajuela               |
| 17  | HV     | Yoxcelín Rodríguez       | 15 tháng 4, 1992 (18 tuổi)  | San José               |
| 18  | TĐ     | Ana Aguilar              | 14 tháng 11, 1990 (19 tuổi) | San José               |
| 19  | HV     | Fabiola Sánchez          | 9 tháng 4, 1993 (17 tuổi)   | Alajuela               |
| 20  | HV     | Hazel Quirós             | 7 tháng 7, 1992 (18 tuổi)   | Alajuela               |
| 21  | TM     | Jacqueline Palacios      | 23 tháng 7, 1993 (16 tuổi)  | Trung học Aliso Niguel |

### Colombia
Huấn luyện viên:  Ricardo Rozo
| 0#0 | Vị trí | Cầu thủ            | Ngày sinh và tuổi           | Câu lạc bộ                  |
| --- | ------ | ------------------ | --------------------------- | --------------------------- |
| 1   | TM     | Paula Forero       | 25 tháng 1, 1992 (18 tuổi)  | Liga de Fútbol de Bogotá    |
| 2   | HV     | Lina Taborda       | 2 tháng 11, 1991 (18 tuổi)  | Liga de Fútbol del Quindío  |
| 3   | HV     | Natalia Gaitan (c) | 3 tháng 4, 1991 (19 tuổi)   | Liga de Fútbol de Bogotá    |
| 4   | HV     | Jackeline Fonseca  | 17 tháng 4, 1990 (20 tuổi)  | Liga de Fútbol de Bogotá    |
| 5   | TV     | Natalia Ariza      | 21 tháng 2, 1991 (19 tuổi)  | Liga de Fútbol de Bogotá    |
| 6   | TV     | Daniela Montoya    | 22 tháng 8, 1990 (19 tuổi)  | Liga Antioqueña de Fútbol   |
| 7   | TĐ     | Ingrid Vidal       | 22 tháng 4, 1991 (19 tuổi)  | Liga Vallecaucana de Fútbol |
| 8   | TV     | Paola Sanchez      | 11 tháng 9, 1991 (18 tuổi)  | Liga de Fútbol de Bogotá    |
| 9   | TĐ     | Katerin Castro     | 21 tháng 11, 1991 (18 tuổi) | Liga de Fútbol del Tolima   |
| 10  | TV     | Yoreli Rincón      | 27 tháng 7, 1993 (16 tuổi)  | Liga de Fútbol de Bogotá    |
| 11  | TV     | Liana Salazar      | 16 tháng 9, 1992 (17 tuổi)  | Liga de Fútbol de Bogotá    |
| 12  | TM     | Catalina Perez     | 8 tháng 11, 1994 (15 tuổi)  | Team Boca                   |
| 13  | HV     | Yulieht Dominguez  | 6 tháng 9, 1993 (16 tuổi)   | Liga de Fútbol del Tolima   |
| 14  | TV     | Melissa Cepeda     | 4 tháng 1, 1993 (17 tuổi)   | Liga Vallecaucana de Fútbol |
| 15  | TV     | Tatiana Ariza      | 21 tháng 2, 1991 (19 tuổi)  | Liga de Fútbol de Bogotá    |
| 16  | TĐ     | Lady Andrade       | 10 tháng 1, 1992 (18 tuổi)  | Liga de Fútbol de Bogotá    |
| 17  | TV     | Carolina Arias     | 2 tháng 9, 1990 (19 tuổi)   | Liga Vallecaucana de Fútbol |
| 18  | TV     | Ana Maria Montoya  | 24 tháng 9, 1991 (18 tuổi)  | Lake Oswego SC              |
| 19  | TV     | Vanessa Aponte     | 25 tháng 10, 1991 (18 tuổi) | Florida Rush                |
| 20  | TĐ     | Melissa Ortiz      | 24 tháng 9, 1990 (19 tuổi)  | Đại học Lynn                |
| 21  | TM     | Alexandra Avenado  | 9 tháng 5, 1992 (18 tuổi)   | Liga Antioqueña de Fútbol   |

### Pháp
Huấn luyện viên:  Jean-Michel Degrange
| 0#0 | Vị trí | Cầu thủ                | Ngày sinh và tuổi          | Câu lạc bộ             |
| --- | ------ | ---------------------- | -------------------------- | ---------------------- |
| 1   | TM     | Solène Chauvet         | 8 tháng 10, 1991 (18 tuổi) | La Roche-sur-Yon       |
| 2   | HV     | Anaïg Butel            | 15 tháng 2, 1992 (18 tuổi) | Juvisy                 |
| 3   | TV     | Charlotte Bilbault     | 5 tháng 6, 1990 (20 tuổi)  | Nord Allier Yzeure     |
| 4   | HV     | Kelly Gadéa            | 25 tháng 3, 1991 (19 tuổi) | Saint-Étienne          |
| 5   | HV     | Adeline Rousseau       | 24 tháng 7, 1991 (18 tuổi) | La Roche-sur-Yon       |
| 6   | TV     | Léa Rubio              | 6 tháng 5, 1991 (19 tuổi)  | Paris Saint-Germain    |
| 7   | TĐ     | Marina Makanza         | 1 tháng 7, 1991 (19 tuổi)  | Saint-Étienne          |
| 8   | HV     | Audrey Février (c)     | 20 tháng 7, 1990 (19 tuổi) | Stade Briochin         |
| 9   | TĐ     | Pauline Crammer        | 14 tháng 2, 1991 (19 tuổi) | Hénin-Beaumont         |
| 10  | TĐ     | Solène Barbance        | 13 tháng 8, 1991 (18 tuổi) | Toulouse FC            |
| 11  | TĐ     | Fanny Tenret           | 11 tháng 3, 1990 (20 tuổi) | Rodez                  |
| 12  | HV     | Caroline La Villa      | 12 tháng 2, 1992 (18 tuổi) | Montpellier            |
| 13  | HV     | Alexandra Plantive     | 12 tháng 2, 1990 (20 tuổi) | La Roche-sur-Yon       |
| 14  | TV     | Inès Jauréna           | 14 tháng 5, 1991 (19 tuổi) | Florida State          |
| 15  | TV     | Aude Moreau            | 5 tháng 8, 1990 (19 tuổi)  | Montigny-le-Bretonneux |
| 16  | TM     | Laëtitia Philippe      | 4 tháng 5, 1991 (19 tuổi)  | Montpellier            |
| 17  | TĐ     | Rose Lavaud            | 6 tháng 4, 1992 (18 tuổi)  | Flacé-Mâcon            |
| 18  | HV     | Marion Torrent         | 17 tháng 4, 1992 (18 tuổi) | Montpellier            |
| 19  | TV     | Amélie Barbetta        | 16 tháng 3, 1991 (19 tuổi) | Saint-Étienne          |
| 20  | TĐ     | Camille Catala         | 6 tháng 5, 1991 (19 tuổi)  | Saint-Étienne          |
| 21  | TM     | Pauline Peyraud-Magnin | 17 tháng 3, 1992 (18 tuổi) | Lyon                   |

## Bảng B

### Brasil
Huấn luyện viên:  Marcos Gaspar
| 0#0 | Vị trí | Cầu thủ         | Ngày sinh và tuổi           | Câu lạc bộ              |
| --- | ------ | --------------- | --------------------------- | ----------------------- |
| 1   | TM     | Aline           | 9 tháng 1, 1992 (18 tuổi)   | Mixto                   |
| 2   | HV     | Leah            | 13 tháng 12, 1990 (19 tuổi) | Texas                   |
| 3   | HV     | Juliana Cardozo | 6 tháng 9, 1991 (18 tuổi)   | Botucatu                |
| 4   | HV     | Estergiane (c)  | 9 tháng 7, 1990 (20 tuổi)   | CBF                     |
| 5   | TV     | Bruna           | 7 tháng 7, 1992 (18 tuổi)   | Atlético Mineiro        |
| 6   | TV     | Rafaelle        | 18 tháng 6, 1991 (19 tuổi)  | São Francisco do Conde  |
| 7   | TĐ     | Ketlen          | 7 tháng 1, 1992 (18 tuổi)   | Santos                  |
| 8   | TV     | Camila          | 24 tháng 7, 1991 (18 tuổi)  | Caxias                  |
| 9   | TĐ     | Débora Oliviera | 20 tháng 10, 1991 (18 tuổi) | Portuguesa de Desportos |
| 10  | TV     | Alanna          | 10 tháng 3, 1990 (20 tuổi)  | Ferroviária             |
| 11  | TĐ     | Andressa Alves  | 10 tháng 11, 1992 (17 tuổi) | Juventus                |
| 12  | TM     | Monique         | 5 tháng 3, 1992 (18 tuổi)   | CBF                     |
| 13  | HV     | Marina          | 24 tháng 4, 1991 (19 tuổi)  | Marília                 |
| 14  | TV     | Lara            | 23 tháng 3, 1990 (20 tuổi)  | Kindermann              |
| 15  | TV     | Aline Carmago   | 14 tháng 5, 1990 (20 tuổi)  | Botucatu                |
| 16  | HV     | Thaynara        | 2 tháng 3, 1991 (19 tuổi)   | Vassouras               |
| 17  | TĐ     | Rafaela         | 31 tháng 1, 1991 (19 tuổi)  | Ferroviária             |
| 18  | TV     | Edna            | 31 tháng 5, 1992 (18 tuổi)  | Juventus                |
| 19  | TĐ     | Poliana         | 1 tháng 7, 1991 (19 tuổi)   | São José                |
| 20  | HV     | Ludmila         | 9 tháng 12, 1990 (19 tuổi)  | CBF                     |
| 21  | TĐ     | Ana Patrícia    | 14 tháng 6, 1991 (19 tuổi)  | Pelotas                 |

### CHDCND Triều Tiên
Huấn luyện viên:  Kwang Sok Choe
| 0#0 | Vị trí | Cầu thủ           | Ngày sinh và tuổi           | Câu lạc bộ  |
| --- | ------ | ----------------- | --------------------------- | ----------- |
| 1   | TM     | Hong Myong-Hui    | 4 tháng 9, 1991 (18 tuổi)   | 25 tháng 4  |
| 2   | HV     | Hyon Un-Hui       | 22 tháng 11, 1991 (18 tuổi) | 25 tháng 4  |
| 3   | HV     | Jo Myong-Hui      | 6 tháng 7, 1991 (19 tuổi)   | 25 tháng 4  |
| 4   | HV     | Yun Song-Mi       | 28 tháng 1, 1992 (18 tuổi)  | Bình Nhưỡng |
| 5   | HV     | Won Un-Ha         | 6 tháng 11, 1990 (20 tuổi)  | Không có    |
| 6   | TV     | Ryo Song-Mi       | 13 tháng 3, 1990 (20 tuổi)  | Không có    |
| 7   | TV     | Choe Un-Ju        | 23 tháng 1, 1991 (19 tuổi)  | Bình Nhưỡng |
| 8   | TV     | Kim Un-Hyang      | 26 tháng 8, 1993 (16 tuổi)  | 25 tháng 4  |
| 9   | TĐ     | Cha Ok            | 21 tháng 10, 1992 (17 tuổi) | Amrokgang   |
| 10  | TĐ     | Choe Mi-Gyong     | 17 tháng 1, 1991 (19 tuổi)  | Không có    |
| 11  | TV     | Kim Myong-Gum     | 11 tháng 4, 1990 (20 tuổi)  | Không có    |
| 12  | TĐ     | Kim Un-Ju         | 9 tháng 4, 1993 (17 tuổi)   | 25 tháng 4  |
| 13  | TV     | Kim Chung-Sim (c) | 27 tháng 11, 1990 (19 tuổi) | Không có    |
| 14  | TĐ     | Yun Hyon-Hi       | 9 tháng 9, 1992 (17 tuổi)   | Chobyong    |
| 15  | TĐ     | Ho Un-Byol        | 19 tháng 1, 1992 (18 tuổi)  | 25 tháng 4  |
| 16  | TV     | Kang Un-Gyong     | 5 tháng 2, 1991 (19 tuổi)   | Bình Nhưỡng |
| 17  | TĐ     | Jon Myong-Hwa     | 9 tháng 8, 1993 (16 tuổi)   | 25 tháng 4  |
| 18  | TM     | Thak Un-Mi        | 12 tháng 8, 1991 (18 tuổi)  | Rimyongsu   |
| 19  | HV     | Jon Hong-Yon      | 11 tháng 6, 1992 (18 tuổi)  | 25 tháng 4  |
| 20  | HV     | Sin Sol-Ryon      | 29 tháng 9, 1990 (19 tuổi)  | Amrokgang   |
| 21  | TM     | Ri Jin-Sim        | 25 tháng 5, 1991 (19 tuổi)  | Wolmido     |

### Sweden
Huấn luyện viên:  Calle Barrling
| 0#0 | Vị trí | Cầu thủ               | Ngày sinh và tuổi           | Câu lạc bộ              |
| --- | ------ | --------------------- | --------------------------- | ----------------------- |
| 1   | TM     | Susanne Nilsson       | 30 tháng 12, 1991 (18 tuổi) | Kopparbergs/Göteborg FC |
| 2   | HV     | Catrine Johansson     | 18 tháng 12, 1991 (18 tuổi) | Kopparbergs/Göteborg FC |
| 3   | HV     | Jessica Samuelsson    | 30 tháng 1, 1992 (18 tuổi)  | Linköpings              |
| 4   | HV     | Emma Kullberg         | 25 tháng 9, 1991 (18 tuổi)  | Umeå                    |
| 5   | HV     | Elin Borg             | 27 tháng 2, 1990 (20 tuổi)  | Stattena                |
| 6   | HV     | Mia Carlsson          | 12 tháng 3, 1990 (20 tuổi)  | Kristianstads           |
| 7   | TV     | Emilia Appelqvist (c) | 11 tháng 2, 1990 (20 tuổi)  | AIK                     |
| 8   | TV     | Josefine Alfsson      | 20 tháng 8, 1991 (18 tuổi)  | Malmö                   |
| 9   | TĐ     | Sofia Jacobsson       | 23 tháng 4, 1990 (20 tuổi)  | Umeå                    |
| 10  | TV     | Tilda Heimersson      | 22 tháng 12, 1991 (18 tuổi) | Linköpings              |
| 11  | TĐ     | Olivia Schough        | 11 tháng 3, 1991 (19 tuổi)  | Kopparbergs/Göteborg FC |
| 12  | TM     | Hilda Carlén          | 13 tháng 8, 1991 (18 tuổi)  | Malmö                   |
| 13  | HV     | Amanda Ilestedt       | 17 tháng 1, 1993 (17 tuổi)  | Malmö                   |
| 14  | TV     | Sarah Storck          | 22 tháng 9, 1990 (19 tuổi)  | Malmö                   |
| 15  | TV     | Antonia Göransson     | 16 tháng 9, 1990 (19 tuổi)  | Kristianstads           |
| 16  | TĐ     | Kristin Karlsson      | 31 tháng 3, 1991 (19 tuổi)  | Jitex                   |
| 17  | TĐ     | Jennifer Egelryd      | 25 tháng 7, 1990 (19 tuổi)  | Tyresö                  |
| 18  | TĐ     | Amanda Wegerman       | 21 tháng 9, 1991 (18 tuổi)  | Vasteras                |
| 19  | HV     | Emelie Lövgren        | 3 tháng 7, 1990 (20 tuổi)   | Sunnanå                 |
| 20  | TV     | Tempest Norlin        | 28 tháng 7, 1991 (18 tuổi)  | Hammarby                |
| 21  | TM     | Malin Reuterwall      | 12 tháng 10, 1990 (19 tuổi) | Vasteras                |

### New Zealand
Huấn luyện viên:  Tony Readings
| 0#0 | Vị trí | Cầu thủ             | Ngày sinh và tuổi           | Câu lạc bộ         |
| --- | ------ | ------------------- | --------------------------- | ------------------ |
| 1   | TM     | Victoria Esson      | 6 tháng 3, 1991 (19 tuổi)   | Fencibles United   |
| 2   | HV     | Elizabeth Milne     | 11 tháng 12, 1990 (19 tuổi) | Glenfield Rovers   |
| 3   | HV     | Anna Green (c)      | 20 tháng 8, 1990 (19 tuổi)  | Three Kings United |
| 4   | HV     | Chelsey Wood        | 23 tháng 6, 1990 (20 tuổi)  | Three Kings United |
| 5   | HV     | Briony Fisher       | 22 tháng 8, 1991 (19 tuổi)  | Three Kings United |
| 6   | HV     | Bridgette Armstrong | 9 tháng 11, 1992 (17 tuổi)  | Glenfield Rovers   |
| 7   | TĐ     | Hannah Wilkinson    | 28 tháng 5, 1992 (18 tuổi)  | Glenfield Rovers   |
| 8   | TV     | Betsy Hassett       | 4 tháng 8, 1990 (19 tuổi)   | California         |
| 9   | HV     | Hannah Wall         | 3 tháng 5, 1991 (19 tuổi)   | Three Kings United |
| 10  | TV     | Annalie Longo       | 1 tháng 7, 1991 (19 tuổi)   | Three Kings United |
| 11  | TĐ     | Rosie White         | 6 tháng 6, 1993 (17 tuổi)   | Three Kings United |
| 12  | TV     | Claudia Crasborn    | 17 tháng 7, 1991 (18 tuổi)  | Three Kings United |
| 13  | TV     | Nadia Pearl         | 20 tháng 10, 1992 (17 tuổi) | Three Kings United |
| 14  | TĐ     | Renee Leota         | 16 tháng 5, 1990 (20 tuổi)  | Waterside Karori   |
| 15  | TV     | Emily Cooper        | 2 tháng 3, 1992 (18 tuổi)   | Lynn-Avon United   |
| 16  | TM     | Julia Lynds         | 28 tháng 3, 1990 (20 tuổi)  | Không có           |
| 17  | TV     | Sarah McLaughlin    | 3 tháng 6, 1991 (19 tuổi)   | Claudelands Rovers |
| 18  | TV     | Lauren Mathis       | 30 tháng 5, 1991 (19 tuổi)  | Glenfield Rovers   |
| 19  | TĐ     | Terri-Amber Carlson | 26 tháng 4, 1990 (20 tuổi)  | Waterside Karori   |
| 20  | TM     | Erin Nayler         | 17 tháng 4, 1992 (18 tuổi)  | Eastern Suburbs    |
| 21  | HV     | Lisa Kemp           | 12 tháng 1, 1990 (20 tuổi)  | Eastern Suburbs    |

## Bảng C

### Anh
Huấn luyện viên:  Mo Marley
| 0#0 | Vị trí | Cầu thủ             | Ngày sinh và tuổi           | Câu lạc bộ        |
| --- | ------ | ------------------- | --------------------------- | ----------------- |
| 1   | TM     | Rebecca Spencer     | 2 tháng 2, 1991 (19 tuổi)   | Arsenal           |
| 2   | HV     | Chelsea Weston      | 27 tháng 1, 1990 (20 tuổi)  | Doncaster Rovers  |
| 3   | HV     | Gilly Flaherty      | 24 tháng 8, 1991 (18 tuổi)  | Arsenal           |
| 4   | TĐ     | Jade Moore          | 22 tháng 10, 1990 (19 tuổi) | Leeds United      |
| 5   | HV     | Gemma Bonner        | 13 tháng 7, 1991 (19 tuổi)  | Leeds United      |
| 6   | HV     | Kerys Harrop (c)    | 3 tháng 12, 1990 (19 tuổi)  | Birmingham City   |
| 7   | TV     | Jessica Holbrook    | 1 tháng 8, 1992 (17 tuổi)   | Everton           |
| 8   | TV     | Jordan Nobbs        | 8 tháng 12, 1992 (17 tuổi)  | Sunderland        |
| 9   | TĐ     | Toni Duggan         | 25 tháng 7, 1991 (18 tuổi)  | Everton           |
| 10  | TV     | Michelle Hinnigan   | 12 tháng 6, 1990 (20 tuổi)  | Everton           |
| 11  | TĐ     | Demi Stokes         | 12 tháng 12, 1991 (18 tuổi) | Sunderland        |
| 12  | HV     | Lyndsey Cunningham  | 30 tháng 8, 1991 (18 tuổi)  | Nottingham Forest |
| 13  | TM     | Lauren Davey        | 1 tháng 6, 1991 (19 tuổi)   | Watford           |
| 14  | TV     | Abbie Prosser       | 4 tháng 9, 1991 (18 tuổi)   | Arsenal           |
| 15  | HV     | Lucy Bronze         | 28 tháng 10, 1991 (18 tuổi) | Sunderland        |
| 16  | HV     | Shelby Hills        | 17 tháng 4, 1991 (19 tuổi)  | Chelsea           |
| 17  | TV     | Isobel Christiansen | 20 tháng 9, 1991 (18 tuổi)  | Birmingham City   |
| 18  | TĐ     | Rebecca Jane        | 31 tháng 3, 1992 (18 tuổi)  | Chelsea           |
| 19  | TĐ     | Danielle Carter     | 18 tháng 5, 1993 (17 tuổi)  | Arsenal           |
| 20  | TĐ     | Lucy Staniforth     | 2 tháng 10, 1992 (17 tuổi)  | Sunderland        |
| 21  | TM     | Ashley Baker        | 15 tháng 3, 1990 (20 tuổi)  | Georgia           |

### Nigeria
Huấn luyện viên:  Ndem Egan
| 0#0 | Vị trí | Cầu thủ            | Ngày sinh và tuổi           | Câu lạc bộ       |
| --- | ------ | ------------------ | --------------------------- | ---------------- |
| 1   | TM     | Alaba Jonathan     | 1 tháng 6, 1992 (18 tuổi)   | Pelican Stars    |
| 2   | HV     | Blessing Edoho     | 5 tháng 9, 1992 (17 tuổi)   | Rivers Angels    |
| 3   | HV     | Gloria Ofoegbu     | 5 tháng 1, 1992 (18 tuổi)   | Rivers Angels    |
| 4   | TV     | Martina Ohadugha   | 5 tháng 5, 1991 (19 tuổi)   | Rivers Angels    |
| 5   | TV     | Cecilia Nku        | 26 tháng 10, 1992 (18 tuổi) | Bayelsa Queens   |
| 6   | HV     | Esther Michael     | 16 tháng 11, 1992 (17 tuổi) | Sunshine Queens  |
| 7   | TĐ     | Esther Sunday      | 13 tháng 3, 1992 (18 tuổi)  | Sunshine Queens  |
| 8   | TĐ     | Ebere Orji         | 23 tháng 12, 1992 (17 tuổi) | Rivers Angels    |
| 9   | TĐ     | Desire Oparanozie  | 17 tháng 12, 1993 (16 tuổi) | Delta Queens     |
| 10  | TV     | Rebecca Kalu       | 12 tháng 6, 1990 (20 tuổi)  | Delta Queens     |
| 11  | TV     | Glory Iroka        | 1 tháng 3, 1990 (20 tuổi)   | Rivers Angels    |
| 12  | TM     | Rabi Ihiabe        | 30 tháng 12, 1992 (17 tuổi) | Bayelsa Queens   |
| 13  | TĐ     | Ngozi Ebere        | 5 tháng 8, 1991 (18 tuổi)   | Rivers Angels    |
| 14  | TĐ     | Soo Adekwagh       | 15 tháng 7, 1992 (17 tuổi)  | Bayelsa Queens   |
| 15  | HV     | Joy Jegede (c)     | 16 tháng 12, 1991 (18 tuổi) | Delta Queens     |
| 16  | TĐ     | Amarachi Okoronkwo | 12 tháng 12, 1992 (17 tuổi) | Nasarawa Amazons |
| 17  | HV     | Helen Ukaonu       | 17 tháng 5, 1991 (19 tuổi)  | Delta Queens     |
| 18  | TĐ     | Charity Adule      | 7 tháng 11, 1993 (16 tuổi)  | Pelican Stars    |
| 19  | TĐ     | Uchechi Sunday     | 9 tháng 9, 1994 (15 tuổi)   | Rivers Angels    |
| 20  | HV     | Osinachi Ohale     | 21 tháng 12, 1991 (18 tuổi) | Delta Queens     |
| 21  | TM     | Marbel Egwuenu     | 15 tháng 12, 1991 (18 tuổi) | Delta Queens     |

### Mexico
Huấn luyện viên:  Roberto Medina
| 0#0 | Vị trí | Cầu thủ             | Ngày sinh và tuổi           | Câu lạc bộ                   |
| --- | ------ | ------------------- | --------------------------- | ---------------------------- |
| 1   | TM     | Cecilia Santiago    | 19 tháng 10, 1994 (15 tuổi) | Santos Laguna                |
| 2   | HV     | Bianca Sierra       | 25 tháng 6, 1992 (18 tuổi)  | Mustang Spirit               |
| 3   | HV     | Alina Garciamendez  | 16 tháng 4, 1991 (19 tuổi)  | Stanford                     |
| 4   | HV     | Marylin Díaz        | 18 tháng 11, 1991 (18 tuổi) | Andrea's Soccer              |
| 5   | HV     | Valeria Miranda     | 18 tháng 8, 1992 (18 tuổi)  | Pumas UNAM                   |
| 6   | HV     | Kenti Robles        | 15 tháng 2, 1991 (19 tuổi)  | Espanyol                     |
| 7   | TV     | Nayeli Rangel (c)   | 28 tháng 2, 1992 (18 tuổi)  | Monterrey Royal Eagles       |
| 8   | TV     | Mirelle Arciniega   | 13 tháng 8, 1992 (17 tuổi)  | Puebla FC                    |
| 9   | TĐ     | Stephany Mayor      | 23 tháng 9, 1991 (18 tuổi)  | UDLA Puebla                  |
| 10  | TĐ     | Charlyn Corral      | 11 tháng 9, 1991 (18 tuổi)  | ITESM Monterrey              |
| 11  | TĐ     | Renae Cuéllar       | 24 tháng 6, 1990 (20 tuổi)  | Arizona                      |
| 12  | TM     | Brissa Rangel       | 24 tháng 6, 1990 (20 tuổi)  | Pumas UNAM                   |
| 13  | HV     | Olivia Jiménez      | 26 tháng 2, 1992 (18 tuổi)  | Arizona Rush                 |
| 14  | HV     | Mónica Alvarado     | 11 tháng 1, 1991 (19 tuổi)  | Mississippi State            |
| 15  | TV     | Angélica Figueroa   | 14 tháng 5, 1990 (20 tuổi)  | Pacific                      |
| 16  | TV     | Ashley Kotero       | 23 tháng 11, 1992 (17 tuổi) | West Coast FC                |
| 17  | TV     | Natalia Gómez Junco | 9 tháng 10, 1992 (17 tuổi)  | ITESM Monterrey              |
| 18  | HV     | Natalie García      | 30 tháng 1, 1990 (20 tuổi)  | San Diego                    |
| 19  | TV     | Ana Cruz            | 4 tháng 3, 1990 (20 tuổi)   | Cao đẳng Cộng đồng Chemeketa |
| 20  | TM     | Diana Sánchez       | 5 tháng 5, 1990 (20 tuổi)   | Chivas                       |
| 21  | TV     | Mar Rodríguez       | 17 tháng 9, 1991 (18 tuổi)  | UC Irvine                    |

### Nhật Bản
Huấn luyện viên:  Sasaki Norio
| 0#0 | Vị trí | Cầu thủ           | Ngày sinh và tuổi           | Câu lạc bộ         |
| --- | ------ | ----------------- | --------------------------- | ------------------ |
| 1   | TM     | Yamane Erina      | 20 tháng 10, 1990 (19 tuổi) | Tepco Mareeze      |
| 2   | HV     | Takeyama Yuko     | 30 tháng 9, 1991 (18 tuổi)  | Urawa Red Diamonds |
| 3   | HV     | Misaki Kobayashi  | 21 tháng 8, 1990 (19 tuổi)  | NTV Beleza         |
| 4   | HV     | Kishikawa Natsuki | 26 tháng 4, 1991 (19 tuổi)  | Urawa Red Diamonds |
| 5   | HV     | Kumagai Saki (c)  | 17 tháng 10, 1990 (20 tuổi) | Urawa Red Diamonds |
| 6   | HV     | Obara Yuria       | 4 tháng 9, 1990 (19 tuổi)   | Albirex Niigata    |
| 7   | TV     | Fujita Nozomi     | 21 tháng 2, 1992 (18 tuổi)  | Urawa Red Diamonds |
| 8   | TV     | Sugasawa Yuika    | 5 tháng 10, 1990 (19 tuổi)  | Albirex Niigata    |
| 9   | TĐ     | Takase Megumi     | 10 tháng 11, 1990 (19 tuổi) | INAC Kobe          |
| 10  | TĐ     | Iwabuchi Mana     | 18 tháng 3, 1993 (17 tuổi)  | NTV Beleza         |
| 11  | TV     | Gotō Michi        | 27 tháng 7, 1990 (19 tuổi)  | Urawa Red Diamonds |
| 12  | TM     | Funada Mayu       | 9 tháng 11, 1990 (19 tuổi)  | JEF United Chiba   |
| 13  | TĐ     | Yasumoto Sawako   | 6 tháng 7, 1990 (20 tuổi)   | Tepco Mareeze      |
| 14  | TV     | Nakajima Emi      | 27 tháng 9, 1990 (19 tuổi)  | INAC Kobe          |
| 15  | TV     | Kado Yuka         | 19 tháng 6, 1990 (20 tuổi)  | Yunogo Belle       |
| 16  | HV     | Dōzono Ayano      | 27 tháng 3, 1990 (20 tuổi)  | Urawa Red Diamonds |
| 17  | TV     | Yamada Shoko      | 23 tháng 7, 1990 (19 tuổi)  | JEF United Chiba   |
| 18  | TV     | Saitō Akane       | 12 tháng 1, 1993 (17 tuổi)  | Tokiwagi Gakuen    |
| 19  | TV     | Kinoshita Shiori  | 17 tháng 8, 1992 (17 tuổi)  | NTV Menina         |
| 20  | TĐ     | Seguchi Nanami    | 17 tháng 10, 1992 (17 tuổi) | Hinomoto Gakuen    |
| 21  | TM     | Ayaka Saitō       | 26 tháng 8, 1991 (18 tuổi)  | Tepco Mareeze      |

## Bảng D

### Hoa Kỳ
Huấn luyện viên:  Jill Ellis
| 0#0 | Vị trí | Cầu thủ           | Ngày sinh và tuổi           | Câu lạc bộ          |
| --- | ------ | ----------------- | --------------------------- | ------------------- |
| 1   | TM     | Bianca Henninger  | 22 tháng 10, 1990 (19 tuổi) | Santa Clara         |
| 2   | HV     | Toni Pressley     | 19 tháng 2, 1990 (20 tuổi)  | Florida State       |
| 3   | HV     | Rachel Quon       | 21 tháng 5, 1991 (19 tuổi)  | Stanford            |
| 4   | HV     | Crystal Dunn      | 3 tháng 7, 1992 (18 tuổi)   | North Carolina      |
| 5   | HV     | Kendall Johnson   | 24 tháng 4, 1991 (19 tuổi)  | Portland            |
| 6   | TĐ     | Vicki DiMartino   | 4 tháng 9, 1991 (18 tuổi)   | Boston College      |
| 7   | TĐ     | Courtney Verloo   | 9 tháng 5, 1991 (19 tuổi)   | Stanford            |
| 8   | TV     | Samantha Mewis    | 9 tháng 10, 1992 (17 tuổi)  | Scorpions SC        |
| 9   | TV     | Kristie Mewis     | 25 tháng 2, 1991 (19 tuổi)  | Boston College      |
| 10  | TV     | Teresa Noyola     | 15 tháng 4, 1990 (20 tuổi)  | Stanford            |
| 11  | TV     | Christine Nairn   | 25 tháng 9, 1990 (19 tuổi)  | Penn State          |
| 12  | TV     | Zakiya Bywaters   | 24 tháng 7, 1991 (18 tuổi)  | UCLA                |
| 13  | HV     | Mollie Pathman    | 1 tháng 7, 1992 (18 tuổi)   | Duke                |
| 14  | HV     | Meg Morris        | 11 tháng 5, 1992 (18 tuổi)  | North Carolina      |
| 15  | TV     | Jenna Richmond    | 18 tháng 12, 1991 (18 tuổi) | UCLA                |
| 16  | TĐ     | Maya Hayes        | 26 tháng 3, 1992 (18 tuổi)  | Penn State          |
| 17  | TV     | Casey Short       | 23 tháng 8, 1990 (19 tuổi)  | Florida State       |
| 18  | TM     | Adrianna Franch   | 12 tháng 11, 1990 (19 tuổi) | Oklahoma State      |
| 19  | TĐ     | Sydney Leroux (c) | 7 tháng 5, 1990 (20 tuổi)   | UCLA                |
| 20  | TV     | Amber Brooks      | 23 tháng 1, 1991 (19 tuổi)  | North Carolina      |
| 21  | TM     | Bryane Heaberlin  | 2 tháng 11, 1993 (16 tuổi)  | Clearwater Chargers |

### Ghana
Huấn luyện viên:  James Dadzie
| 0#0 | Vị trí | Cầu thủ           | Ngày sinh và tuổi           | Câu lạc bộ       |
| --- | ------ | ----------------- | --------------------------- | ---------------- |
| 1   | TM     | Fafali Dumahisi   | 25 tháng 12, 1993 (16 tuổi) | Vodafon Ladies   |
| 2   | HV     | Felicia Dapaah    | 30 tháng 10, 1994 (15 tuổi) | Ash Town         |
| 3   | TV     | Henrietta Annie   | 1 tháng 8, 1991 (18 tuổi)   | Post Ladies      |
| 4   | HV     | Janet Egyir       | 7 tháng 5, 1992 (18 tuổi)   | Hasaacas Ladies  |
| 5   | HV     | Rosemary Ampem    | 27 tháng 8, 1992 (17 tuổi)  | Ash Town         |
| 6   | TV     | Elizabeth Cudjoe  | 17 tháng 10, 1992 (17 tuổi) | Hasaacas Ladies  |
| 7   | TĐ     | Samira Suleman    | 16 tháng 8, 1991 (18 tuổi)  | Hasaacas Ladies  |
| 8   | TV     | Elizabeth Addo    | 1 tháng 9, 1993 (16 tuổi)   | Athleta Ladies   |
| 9   | TĐ     | Florence Dadson   | 23 tháng 4, 1992 (18 tuổi)  | Ghatel Ladies    |
| 10  | TV     | Priscilla Saahene | 24 tháng 7, 1992 (17 tuổi)  | Ash Town         |
| 11  | TV     | Deborah Afriyie   | 3 tháng 1, 1992 (18 tuổi)   | Oforikrom Ladies |
| 12  | HV     | Mantenn Kobblah   | 7 tháng 7, 1991 (19 tuổi)   | Faith Ladies     |
| 13  | TV     | Mercy Myles (c)   | 2 tháng 5, 1992 (18 tuổi)   | Nungua Ladies    |
| 14  | HV     | Fauzia Mustapha   | 16 tháng 6, 1993 (17 tuổi)  | Faith Ladies     |
| 15  | TV     | Juliet Acheampong | 11 tháng 7, 1991 (19 tuổi)  | Ash Town         |
| 16  | TM     | Nana Asantewaa    | 28 tháng 12, 1993 (16 tuổi) | Faith Ladies     |
| 17  | TĐ     | Faiza Ibrahim     | 22 tháng 3, 1990 (20 tuổi)  | Vodafon Ladies   |
| 18  | HV     | Edem Atovor       | 10 tháng 4, 1994 (16 tuổi)  | Ghatel Ladies    |
| 19  | TĐ     | Janet Owusu       | 23 tháng 4, 1991 (19 tuổi)  | La Ladies        |
| 20  | HV     | Cynthia Adobia    | 1 tháng 8, 1990 (19 tuổi)   | Reformers Ladies |
| 21  | TM     | Patricia Mantey   | 27 tháng 9, 1992 (17 tuổi)  | Mawuena Ladies   |

### Thụy Sĩ
Huấn luyện viên:  Yannick Schwery
| 0#0 | Vị trí | Cầu thủ                | Ngày sinh và tuổi           | Câu lạc bộ    |
| --- | ------ | ---------------------- | --------------------------- | ------------- |
| 1   | TM     | Nathalie Schwery       | 27 tháng 7, 1991 (18 tuổi)  | Thun          |
| 2   | TV     | Carolyn Mallaun        | 30 tháng 3, 1992 (18 tuổi)  | Yverdon       |
| 3   | HV     | Sarah Steinmann        | 11 tháng 4, 1991 (19 tuổi)  | Grasshopper   |
| 4   | HV     | Muriel Bouakaz         | 3 tháng 3, 1991 (19 tuổi)   | Saint-Étienne |
| 5   | HV     | Danique Stein (c)      | 16 tháng 7, 1990 (19 tuổi)  | Bad Neuenahr  |
| 6   | TV     | Selina Kuster          | 8 tháng 8, 1991 (18 tuổi)   | Grasshopper   |
| 7   | TV     | Lara Keller            | 13 tháng 4, 1991 (19 tuổi)  | Kriens        |
| 8   | TV     | Chantal Fimian         | 20 tháng 7, 1990 (19 tuổi)  | Grasshopper   |
| 9   | TĐ     | Ana-Maria Crnogorčević | 3 tháng 10, 1990 (19 tuổi)  | Hamburg       |
| 10  | TĐ     | Ramona Bachmann        | 25 tháng 12, 1990 (19 tuổi) | Atlanta Beat  |
| 11  | TV     | Samira Susuri          | 11 tháng 10, 1991 (18 tuổi) | Naters        |
| 12  | TM     | Pascale Küffer         | 13 tháng 11, 1992 (17 tuổi) | Schlieren     |
| 13  | HV     | Michelle Probst        | 31 tháng 10, 1992 (17 tuổi) | Zuchwil       |
| 14  | TV     | Cinzia Jörg            | 23 tháng 5, 1992 (18 tuổi)  | St. Gallen    |
| 15  | TV     | Lia Wälti              | 19 tháng 4, 1993 (17 tuổi)  | Young Boys    |
| 16  | TĐ     | Cora Canetta           | 6 tháng 1, 1992 (18 tuổi)   | FC Zürich     |
| 17  | TV     | Jehona Mehmeti         | 25 tháng 9, 1990 (19 tuổi)  | Young Boys    |
| 18  | TV     | Vanessa Pittet         | 6 tháng 8, 1990 (19 tuổi)   | Grasshopper   |
| 19  | HV     | Rahel Kiwic            | 5 tháng 1, 1991 (19 tuổi)   | FC Zürich     |
| 20  | TĐ     | Nadine Baker           | 8 tháng 5, 1992 (18 tuổi)   | FC Zürich     |
| 21  | TM     | Stephanie Kaderli      | 20 tháng 10, 1990 (19 tuổi) | Thun          |

### Hàn Quốc
Huấn luyện viên:  Choi In-cheul
| 0#0 | Vị trí | Cầu thủ        | Ngày sinh và tuổi           | Câu lạc bộ                              |
| --- | ------ | -------------- | --------------------------- | --------------------------------------- |
| 1   | TM     | Moon So-ri     | 12 tháng 8, 1990 (19 tuổi)  | Cao đẳng Ulsan                          |
| 2   | HV     | Seo Hyun-sook  | 6 tháng 1, 1992 (18 tuổi)   | Đại học Nữ sinh Hanyang                 |
| 3   | HV     | Koh Kyung-yeon | 10 tháng 4, 1991 (19 tuổi)  | Đại học Uiduk                           |
| 4   | HV     | Song Ari       | 13 tháng 8, 1991 (19 tuổi)  | Đại học Nữ sinh Hanyang                 |
| 5   | HV     | Lim Seon-joo   | 27 tháng 11, 1990 (19 tuổi) | Đại học Nữ sinh Hanyang                 |
| 6   | HV     | Jeong Yeonga   | 9 tháng 12, 1990 (19 tuổi)  | Cao đẳng Ulsan                          |
| 7   | TĐ     | Kwon Eun-som   | 13 tháng 11, 1990 (19 tuổi) | Cao đẳng Ulsan                          |
| 8   | TV     | Kim Na-rae     | 1 tháng 6, 1990 (20 tuổi)   | Viện Công nghệ Yeojoo                   |
| 9   | TĐ     | Jung Hae-in    | 6 tháng 1, 1992 (18 tuổi)   | Incheon Hyundai Steel                   |
| 10  | TĐ     | Ji So-yun      | 21 tháng 2, 1991 (19 tuổi)  | Đại học Nữ sinh Hanyang                 |
| 11  | TV     | Lee Hyun-young | 16 tháng 2, 1991 (19 tuổi)  | Viện Công nghệ Yeojoo                   |
| 12  | TM     | Jung Ji-soo    | 6 tháng 4, 1990 (20 tuổi)   | Đại học Uiduk                           |
| 13  | TV     | Lee Min-A      | 8 tháng 11, 1991 (18 tuổi)  | Cao đẳng Yeungjin                       |
| 14  | TV     | Kim Jin-young  | 30 tháng 5, 1990 (20 tuổi)  | Viện Công nghệ Yeojoo                   |
| 15  | TV     | Lee Young-ju   | 24 tháng 4, 1992 (18 tuổi)  | Trung học Công nghiệp thông tin Dongsan |
| 16  | HV     | Lee Eun-kyung  | 18 tháng 3, 1991 (19 tuổi)  | Đại học Nữ sinh Hanyang                 |
| 17  | TĐ     | Kang Yu-mi     | 5 tháng 10, 1991 (18 tuổi)  | Đại học Nữ sinh Hanyang                 |
| 18  | TM     | Kang Ga-ae     | 12 tháng 10, 1990 (19 tuổi) | Viện Công nghệ Yeojoo                   |
| 19  | TV     | Jeoun Eun-ha   | 28 tháng 1, 1993 (17 tuổi)  | Trung học Điện tử Nữ sinh Pohang        |
| 20  | HV     | Kim Hye-ri (c) | 25 tháng 6, 1990 (19 tuổi)  | Viện Công nghệ Yeojoo                   |
| 21  | TV     | Park Hee-young | 21 tháng 3, 1991 (19 tuổi)  | Cao đẳng tỉnh Gangwon                   |